# Marmoleado de uñas en agua
El marmoleado de uñas en agua es una técnica de arte de uñas que consiste en dejar caer lacas de uñas en un líquido no miscible en esta (usualmente agua clara) y crear un patrón en la superficie del líquido; luego, el patrón se transfiere a las uñas.

## Historia
La técnica de marmoleado de uñas en agua fue desarrollada originalmente por técnicos de uñas profesionales en salones de uñas japoneses. En la década de 1990, se popularizó gracias a las publicaciones comerciales de los centros comerciales de Chiba, Japón. En 2010, el arte de uñas de mármol al agua se adaptó para usar uñas y geles artificiales acrílicos.
La técnica del marmoleado de uñas en agua ha ganado popularidad en todo el mundo a través de artículos en revistas, sitios web, fabricantes de esmaltes y videos.

## Estilos

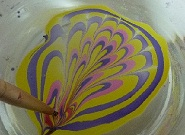
Método de arte de marmoleado de uñas en agua, patrón arrastrado.

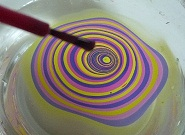
Método de arte de marmoleado de uñas en agua, caída libre.

Hay dos tipos principales de métodos de arte de marmoleado de uñas en agua: arrastrado y por goteo.

### Patrón de arrastrado
Los patrones de arrastrado van desde formas circulares simples hasta dibujos complicados. Patrones como mármol, corazones, animales, flores, hojas, líneas paralelas, psicodélicos, telarañas y patrones aleatorios al estilo del diseñador Emilio Pucci generalmente se realizan con lacas de uñas y algún tipo de herramienta.

### Patrón de goteo
Los patrones de goteo van desde formas coloreadas hasta dibujos complicados como espirales y diseños geométricos. Los patrones por goteo se crean mediante gotas de esmalte de uñas de colores. Para el goteo, los colores de laca se dejan caer directamente o en diagonal sobre el agua. El patrón flota en la superficie del agua.

## Técnica
El arte del marmoleado de uñas en agua requiere agua limpia, lacas de uñas aptas para flotar en el agua, y una varilla. Antes de crear los patrones, las uñas se pintan con un esmalte de uñas de color claro que establece un buen contraste con los colores elegidos para crear el marmoleado. Algunas técnicas utilizan una capa mate para proporcionar contraste y mantener un aspecto uniforme.
Después de que la capa base se haya secado, se coloca cinta adhesiva alrededor de los dedos para recoger el exceso de esmalte de uñas después del veteado. Se eligen una o dos gotas de laca de color para el diseño y se agregan a una taza de agua limpia. Las gotas crearán un círculo en la superficie del agua. El siguiente color se agrega encima del círculo creado por la gota anterior. El patrón resultante está listo para su aplicación en la uña, pero aún se puede modificar con una varilla para crear diferentes formas. La uña se sumerge en el patrón en el agua y se mantiene bajo el agua mientras se usa un hisopo para «agarrar» el esmalte restante.